# 哈里·伊格尔
哈里·伊格尔（英語：Harry Eagle，1905年7月13日—1992年6月21日）是一位美国医生和病理学家，先后供职于约翰斯·霍普金斯大学、美国国立卫生研究院和阿尔伯特·爱因斯坦医学院，知名于在1959年开发了伊格尔最低限度必需培养基（Eagle's minimal essential medium，EMEM），1973年获路易莎·格罗斯·霍维茨奖，1984年获美国细胞生物学学会颁发的E·B·威尔逊奖章，1987年获生命科学领域的美国国家科学奖章。